# Siva Motor Car Company
Siva Motor Car Company war ein britischer Hersteller von Automobilen.

## Unternehmensgeschichte
Der Designer Neville Trickett und Robert Paterson gründeten 1970 das Unternehmen in Aylesbury und begannen mit der Produktion von Automobilen. Der Markenname lautete Siva. 1976 endete die Produktion. Insgesamt entstanden etwa 185 Exemplare.
Außerdem betrieb Neville Trickett zusammen mit Michael Saunders die Siva Engineering Sales Company in Weymouth, deren Fahrzeuge ebenfalls als Siva vermarktet wurden.

## Fahrzeuge
Das erfolgreichste Modell war der Minibuggy. Dies war eine Art VW-Buggy, allerdings auf Basis des Mini. Der Bausatz mit Fahrgestell und Aufbau kostete 1970 195 Pfund. Bis 1976 entstanden 95 Exemplare.
Zwischen 1970 und 1975 fertigte Siva 12 Exemplare des Mule. Dieses Fahrzeug ähnelte dem Mini Moke. Ein Stahlrohrrahmen mit Mini-Hilfsrahmen bildete die Basis.
Der S 160 war ein Coupé auf dem Fahrgestell des VW Käfer. Auffallend waren die Flügeltüren, die gebogene Windschutzscheibe und die etwas zurück versetzten Scheinwerfer. Die Ableitung S 530 war etwas länger und breiter. Hier trieb ein V6-Motor von Ford das Fahrzeug an. Eine Ausführung namens V8 mit einem V8-Motor blieb ein Prototyp. Von diesen Coupés entstanden zwischen 1971 und 1972 zwölf Exemplare.
Vom Nachfolger Saluki verkaufte Siva zwischen 1973 und 1976 ebenfalls zwölf Exemplare. Die VW-Basis wurde beibehalten, aber sowohl die Front inklusive der Scheinwerfer als auch die Windschutzscheibe wurden geändert. Vor den Türen waren nun zusätzliche Scheiben montiert. Embeesea Kit Cars übernahm den Entwurf.
Der Llama war der Nachfolger des Mule. Der Hillman Imp mit Heckmotor bildete nun die Basis. Chrysler hatte zwar die Lieferung von Teilen zugesagt, stellte jedoch wenig später die Produktion des Imp ein. Zwischen 1974 und 1976 entstanden 50 Exemplare.
Der Sierra ähnelte dem Willys Jeep, basierte auf dem Ford Escort und entstand 1976 nur drei Mal.
Der Mehari als Nachbildung des Citroën Méhari auf Basis des Citroën 2 CV blieb 1976 ein Einzelstück.